# Als Nørre Herred
Als Nørre Herred hørte hørte oprindeligt under Nordborg Amt, men efter 1864 blev det overført til Sønderborg Amt.
I herredet ligger følgende sogne:
- Egen Sogn – (tidl. Nordborg Kommune)
- Havnbjerg Sogn – (tidl. Nordborg Kommune)
- Nordborg Sogn – (tidl. Nordborg Kommune)
- Oksbøl Sogn – (tidl. Nordborg Kommune)
- Svenstrup Sogn – (tidl. Nordborg Kommune)
- Alle ovennævnte kommuner samlet i  Sønderborg kommune efter kommunalreformen i 2007.